# Hl. Markus (Belgrad)

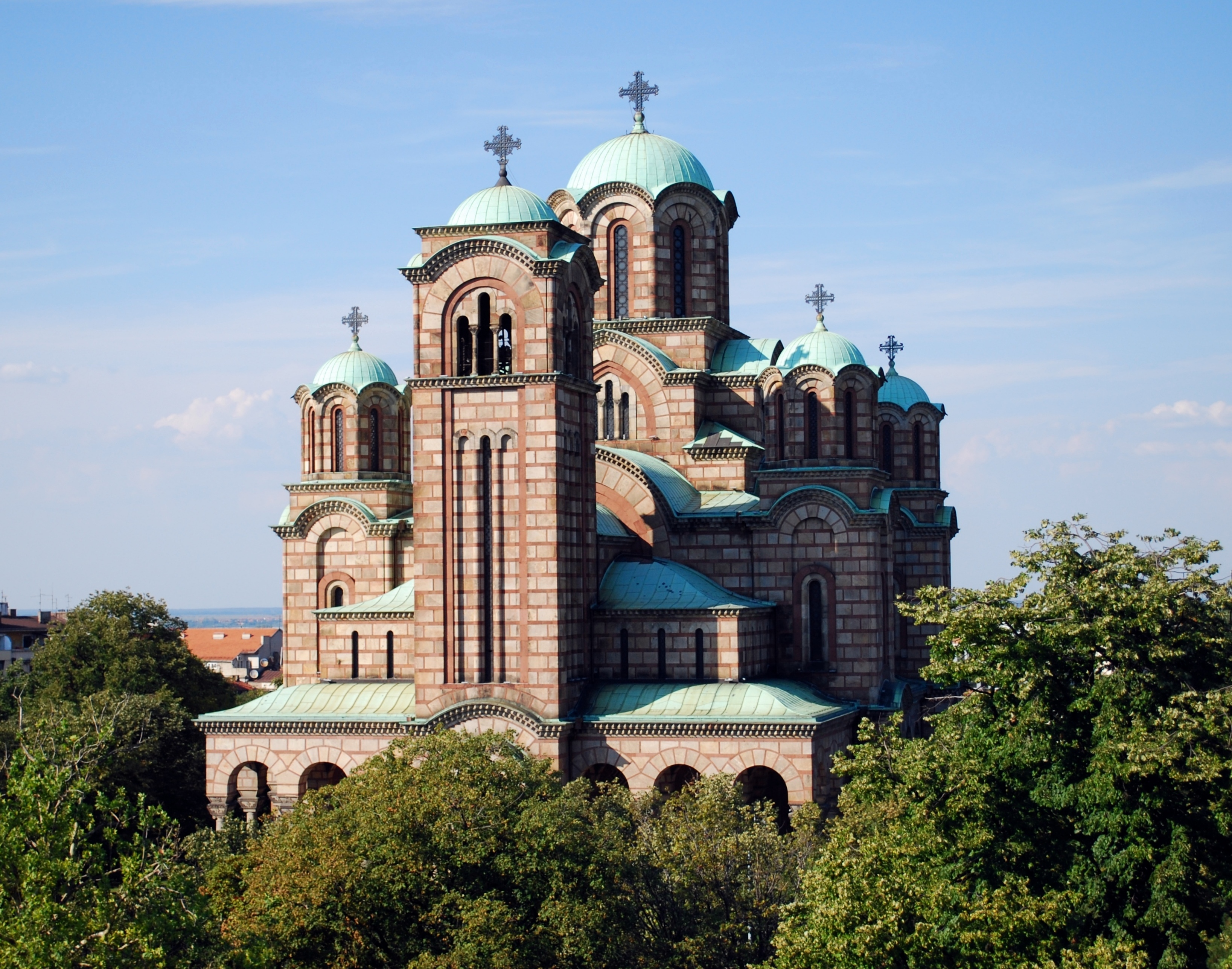
Kirche des Hl. Markus in Belgrad

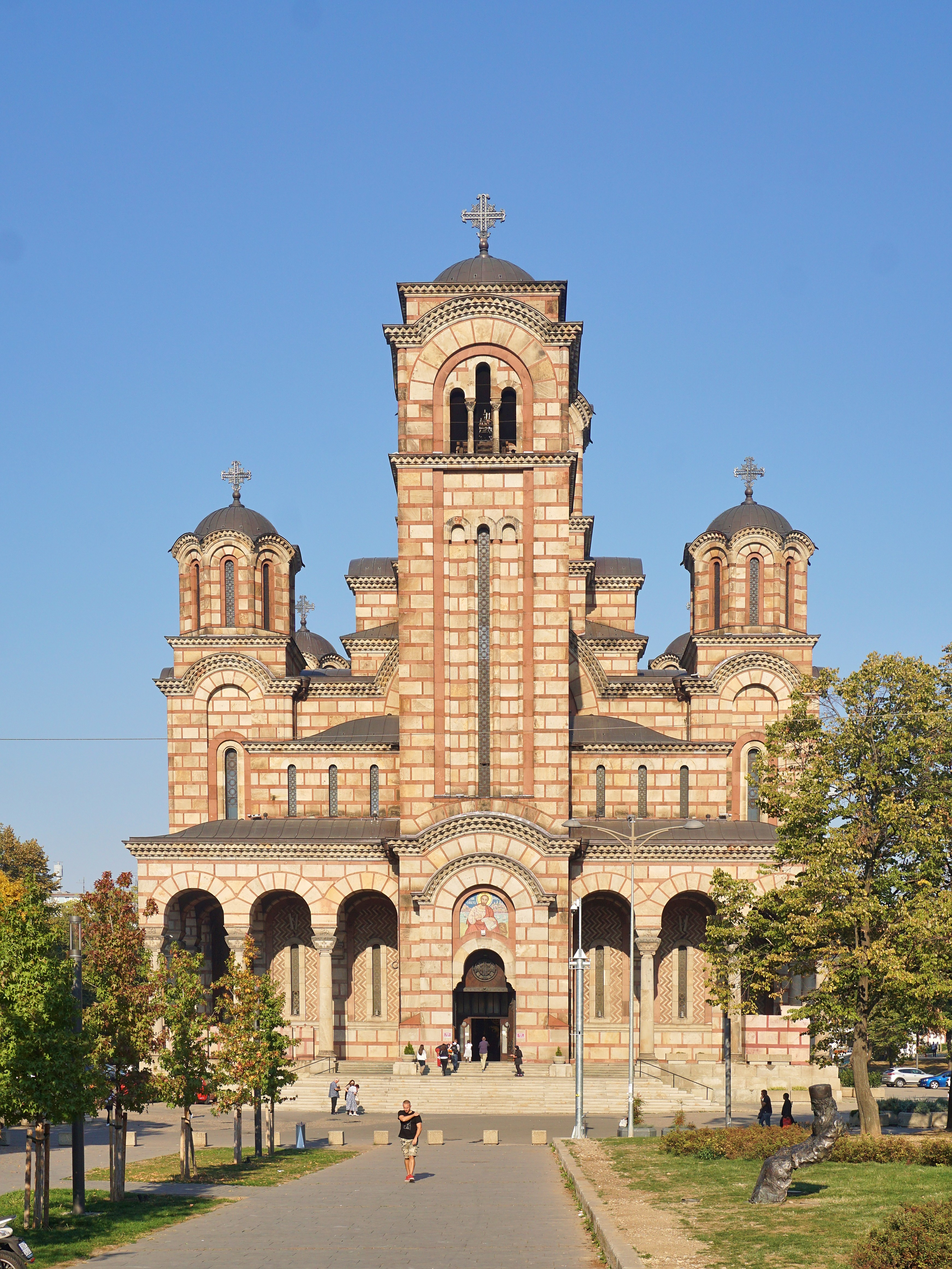
Hauptportal und Glockenturm von St. Markus

Die St.-Markus-Kirche (Serbisch:  Црква Светог Марка / Crkva Svetog Marka) ist eine im neobyzantinischem Stil erbaute serbisch-orthodoxe Kirche in der serbischen Hauptstadt Belgrad. Die Kirche befindet sich im Tašmajdan-Park in Belgrad, in der Nähe des Serbischen Parlaments, und ist dem Hl. Apostel und  Evangelisten Markus geweiht. Sie ist nach dem Dom des Heiligen Sava die zweitgrößte Kirche Belgrads wie des Landes.
Neben der Kirche befindet sich die kleine Russisch-orthodoxe Dreifaltigkeitskirche. Die Kirche gehört zur Erzeparchie Belgrad und Karlovci der Serbisch-orthodoxen Kirche.

## Geschichte
Die St.-Markus-Kirche wurde zwischen 1931 und 1940 an Stelle einer älteren Kirche (1835) errichtet. Sie ist im so genannten serbisch-byzantinischen Stil von den Architekten Petar und Branko Krstić gebaut und erinnert insbesondere an das Kloster von Gračanica. Bis zur Errichtung der Kathedrale des hl. Sava galt die Kirche des hl. Markus als größte orthodoxe Kirche im ehemaligen Jugoslawien. Ebenso wie bei der Kathedrale des hl. Sava verhinderte der Zweite Weltkrieg die Vollendung der Kirche, so dass sich weite Bereiche im Inneren noch immer im Rohbauzustand befinden.
In der Kirche befindet sich die Grablege u. a. des serbischen Zaren Stefan Dušan und des letzten Königs aus dem Hause der Obrenović’, Aleksandar Obrenović und seiner Frau Draga Mašin.
Die Kirche ist 62 m lang und 45 m breit. Die Scheitelhöhe der Kuppel mit einem Durchmesser von 10 m beträgt 60 m. Das Innere der Kirche nimmt eine Fläche von 1150 m² ein und bietet Platz für 2000 Gläubige.